# Bâtiment de la galerie Vinko Perčić
Le bâtiment de la galerie Vinko Perčić (en serbe cyrillique : Зграда Галерија Винко Перчић ; en serbe latin : Zgrada Galerija Vinko Perčić) est situé à Subotica, dans la province de Voïvodine et dans le district de Bačka septentrionale, en Serbie. Il est inscrit sur la liste des monuments culturels protégés de la république de Serbie (identifiant no SK 1826).

## Présentation
Le bâtiment a été construit en 1894 sur des plans de l'architecte de Budapest Dezső Jakab dans un style éclectique, avec un accent mis sur le style néo-baroque.
Conçu comme un édifice d'angle, son plan s'inscrit dans la lettre latine « L ». Les façades sont rythmées par des fenêtres surmontées de moulures richement ornées.
Le bâtiment abrite aujourd'hui la galerie Vinko Perčić qui présente des œuvres (peintures, sculptures, dessins etc.) léguées par le médecin Vinko Perčić.